# Germanenzug
Germanenzug, WAB 70, est une cantate patriotique profane composée en 1863-1864 par Anton Bruckner sur un texte de August Silberstein.

## Historique
Après son Psaume 112, Bruckner composa Germanenzug en juillet 1863. Ce fut le premier grand exemple de quelques œuvres sur de textes profanes que Bruckner composera tout au long de sa carrière pour les Liedertafeln.
Bruckner s'inscrivit à une compétition lors de la première Oberösterreichisches Sängerbundesfest, qui était prévue pour le mois d'août 1864, à Linz. Bruckner avait à l'origine l'intention d'utiliser le Zigeuner-Waldlied, WAB 135, une composition dont la partition est perdue, pour sa soumission. Mais après une correspondance avec Silberstein et son ami Rudolf Weinwurm, Bruckner le remplaca par le poème patriotique du poète et journaliste viennois August Silberstein,,,,.
Au cours du printemps de 1864, le festival fut reporté aux 4-6 juin 1865, et renommé Oberösterreichisch-Salzburgisches Sängerbundesfest. Bruckner révisa sa composition jusqu'en août 1864, avant de la soumettre. Les contributions de Bruckner et de Weinwurm étaient deux des huit compositions choisies pour accéder à la phase finale de la compétition. Ces huit compositions ont été publiées dans la même année par Josef Kränzl, Ried,.
Au festival, la Liedertafel Frohsinn exécuta Germanenzug sous la baguette de Bruckner, le 5 juin. Germanenzug reçut le deuxième prix. Le gagnant de la composition fut Germania de Weinwurm,,,.
Trente ans plus tard, en 1893, Bruckner composera une deuxième cantate profane sur un texte de Silberstein, Helgoland, WAB 71, la dernière composition qu'il achèvera. Le fait que Bruckner appréciait son Germanenzug est illustré par sa demande, que sa partie centrale, soit exécutée lors des célébrations après son décès,,,.
L'œuvre, dont le manuscrit est stocké dans les archives de l'Abbaye de Kremsmünster, est édité dans le Volume XXII/2, no 7 de la Bruckner Gesamtausgabe.

## Texte
L'œuvre utilise un texte d'August Silberstein :

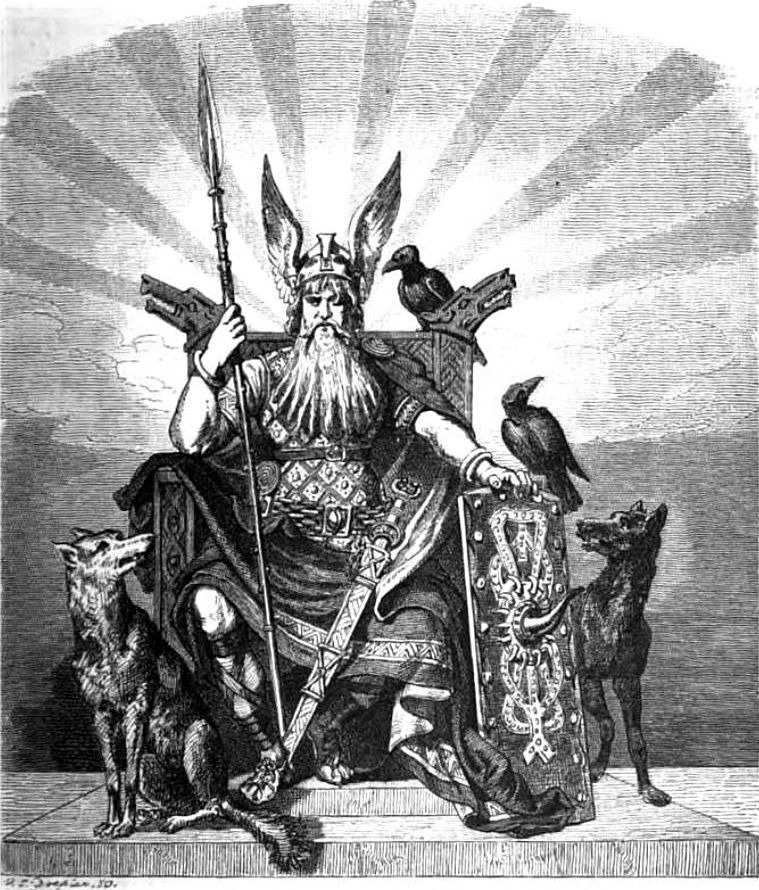
Odin par Carl Emil Doepler

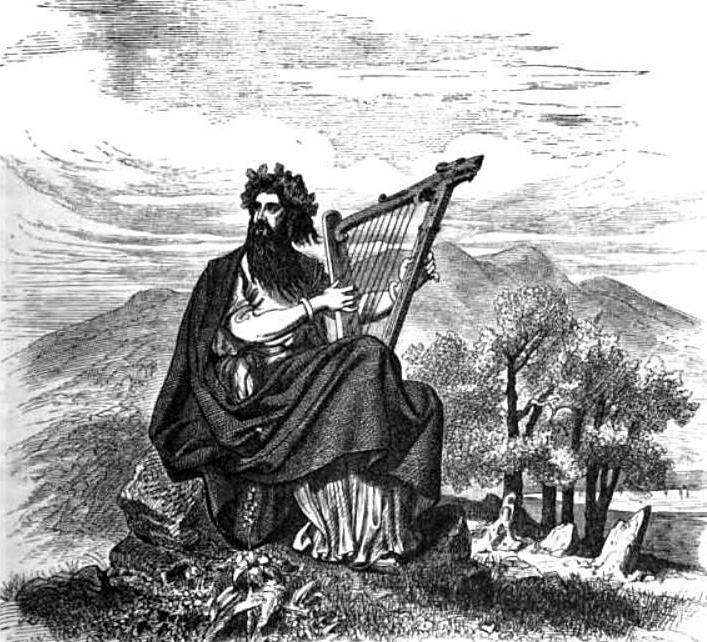
Bragi par Carl Emil Doepler

| Germanen durchschreiten des Urwaldes Nacht, Sie ziehen zum Kampfe, zu heiliger Schlacht. Es steh'n die Eichen im düsteren Kreis Und sie rauschen so bang und flüstern so leis, Als sollte der Krieger gewaltigen Schwarm Durchdringen die Ahnung, erfassen der Harm! Sie aber, sie wandeln urkräftigen Tritts, So nahet der Donner mit zündendem Blitz! Und aus des Gezweiges wild düsterem Hang, Da wird es jetzt lauter, da tönt ein Gesang, Denn der Walkyren bewachend Geleit Umschwebet die Helden und singet vom Streit. In Odins Hallen ist es licht und fern der Erdenpein, Aus Freyas Wonnestrahlen bricht die Seligkeit herein! Solgofnir ruft den gold'nen Tag und Bragas Harfe klingt, Mit Balmungschlag und im Gelag, die süße Zeit entschwingt. In Odins Hallen ist es licht und fern der Erdenpein. Wer mutig für das Höchste ficht, der geht zu Göttern ein! O, Liebe ist's, die uns beschwingt, zu künden das Geschick. Der Kampf nun winkt, ihr alle sinkt, und keiner kehrt zurück! Da schlagen die Krieger mit wilder Gewalt Die Schwerter zum Schilde, dass es hallt und erschallt! "Und soll denn dies Schreiten das letzte auch sein, So wollen wir gerne dem Tode uns weih'n; Doch möge aus diesem so mutigen Zieh'n Der Segen der Heimat, das Siegen erblüh'n! Teutonias Söhne, mit freudigem Mut, Sie geben so gerne ihr Leben und Blut, Die Freiheit, die Heimat ja ewig bestehn, Die flüchtigen Güter, sie mögen vergehn!" So riefen die Krieger, so zogen sie fort, Gesegnet ihr Tun und bewahret ihr Wort! | Les Germains traversent la nuit de la forêt, Ils vont au combat, à la sainte bataille. Les chênes les entourent d'un sombre cercle, Ils frémissent de peur et chuchotent à voix basse, Comme si le présage et l'affliction saisissaient L'énorme armée des guerriers. Ils avancent toutefois d'un pas décidé Tandis que le tonnerre et l'éclair incendiaire approchent ! Et du pendant des sombres branches, Augmentant d'intensité, un chant résonne, Car les valkyries, qui les accompagnent, Protègent les héros et les mènent au combat. Les halles d'Odin sont pleines de lumière et loin des peines terrestres, Et les rayons de volupté de Freyja procurent la béatitude ! Solgofnir réveille le matin doré et la harpe de Bragi résonne, Un doux séjour s'annonce avec des coups d'épée et la ripaille. Les halles d'Odin sont pleines de lumière et loin des peines terrestres. Celui, qui a combattu courageusement, séjournera auprès des dieux ! O, c'est l'amour qui nous entraîne à vous annoncer ce destin. La bataille vous attend, et de ceux qui tomberont, aucun ne reviendra ! Ensuite, les guerriers avec grande violence Frappent l'épée contre le bouclier, qui ainsi résonne ! « Même si c'est notre dernière marche au combat, Nous nous dévouerons à la bataille jusqu'à la mort ; Mais que, par cette attaque courageuse, Le bien de notre patrie et la victoire fleurissent. Les fils de Teutonie, avec un joyeux courage, Donnent volontiers leur vie et leur sang. Pour que la liberté et la patrie continuent d'exister, Que les biens temporels s'effacent ! » Ainsi crient les guerriers qui marchent au combat, Que leurs actes soient bénis et leurs paroles conservées. |

À la fin de la première page de son manuscrit Bruckner a ajouté le texte suivant :
- Freya : Göttin der Liebe im lichten Himmel (la déesse de l'amour, dans la pleine lumière du ciel) ;
- Solgofnir : der goldkämmige Hahn, der den Morgen ruft und die Helden weckt (le coq à la crête dorée, qui appelle le matin et réveille les héros) ;
- Braga : Gott der Dichtung und Tonkunst (le dieu de la poésie et des arts) ;
- Balmung : Heldenschwert (l'épée de Sigurd) ; Balmungschlag : Schwertschlag (coup d'épée) ;
- Odin : oberster Gott (le dieu suprême) ;
- Walkyren : die beflügelten Jungfrauen, welche Helden in die Schlacht und Seelen in dem Himmel geleiten (les jeunes filles ailées, qui conduisent les héros dans la bataille et leurs âmes au ciel).

## Composition
L'œuvre de 118 mesures en ré mineur est composée pour chœur d'hommes, quatuor de solistes et un ensemble de cuivres (deux cornets, quatre trompettes, trois trombones, quatre cors, un baryton et un tuba basse). Durée : environ 8 minutes.
Structurellement, la cantate se compose de trois sections principales, chacune avec répétition interne. Les sections externes décrivent les guerriers germaniques allant au combat, celle du milieu le chant des Valkyries, qui leur décrivent le suprème plaisir du Valhalla - la destinée des héros tués au combat. La structure de type "A-B-A" se termine par une coda.
La première section (36 mesures), "Germanen durchschreiten des Urwaldes Nacht", est en ré mineur. La bondissant motif en octave du début est variante variante de celui de la Cantate festive Preiset den Herrn. La section centrale plus lente (39 mesures), "In Odins Hallen ist es licht", est le plus aventureuse sur le plan harmonique. Elle utilise un effectif réduit à un quatuor de solistes et quatre cors. Un cor solo ramène la partition vers la troisième section (43 mesures), "Da schlagen die Krieger mit wilder Gewalt", qui commence par une répétition de la première section. Par la suite, elle évolue en ré majeur avec un nouveau matériau vers la puissante coda ("Die Freiheit, die Heimat ja ewig bestehn"),,.
La style mature de Bruckner est déjà présent. Le rythme fortement pointé, accentué par les cuivres de la première section préfigurent des passages de la prochaine Symphonie no 1 et des œuvres symphoniques ultérieures. L'utilisation de la tonalité de ré mineur est l'un des premiers exemples de sa prédilection pour cette tonalité, qui est uaussi utilisée par le Requiem, la Messe no 1 et trois symphonies : "no 0", no 3 et l'inachevée no 9,.
Harmonic usage is fully nineteenth-century, centred around root progressions and key contrasts in thirds. Particularly in the second part, substantial passages appear where no more than a few chords can be analyzed in any one key. The instruments are more independent of the voices than in previous works in this genre by Bruckner. While they continue to double and support the choir, they also add extra harmony and contrapuntal lines, and contribute substantially to the effectiveness of the tone painting.

Traduction : L’utilisation harmonique est complètement dix-neuvième siècle, centrée sur des progressions de la fondamentale et des contrastes de tonalités en tierces. Particulièrement dans la deuxième partie, apparaissent des passages substantiels dans lesquels seulement quelques accords peuvent être analysés dans une tonalité bien définie. Les instruments sont plus indépendants des voix que dans les œuvres précédentes du genre de Bruckner. Tandis qu’ils continuent à doubler et supporter le chœur, ils ajoutent par ailleurs une harmonie supplémentaire et des lignes contrepointiques, et contribuent substantiellement à l’efficacité de la peinture sonore.

## Discographie
Il n'y a que quelques enregistrements de Germanenzug :
- Robert Shewan, Roberts Wesleyan College Chorale et Ensemble de Cuivres, Choral Works of Anton Bruckner – CD : Albany TROY 063, 1991
- Attila Nagy, Universitätssängerschaft 'Barden zu Wien, et Ensemble de Cuivres hongrois, Anton Bruckner und seine Zeit – CD : Disc-Lazarus DL-USB 8B, 18 mai 1996
- Attila Nagy, Universitätssängerschaft 'Barden zu Wien", Chœur d'Hommes de Vienne et Musikverein de Hörsching, Konzert im Brucknerjahr – CD : Disc-Lazarus DL-USB 8D, 26 octobre 1996

Nagy a enregistré Germanenzug à deux autres reprises avec le même chœur et accompagnement de piano, au lieu de l'ensemble de cuivres : 
- Bruckner-Festabend anlässlich des 100. Todestages von Ehrenmitglied Anton Bruckner – CD : Disc-Lazarus DL-USB 8C, 7 juin 1996
- Im Denken treu, im Liede deutsch – CD : Disc-Lazarus DL-USB 26, entre 1997 et 2007

NoteGermanezug a été exécuté à la Brucknerfest 2022. Un enregistrement est disponible dans la Bruckner Archive.

## Sources
- Anton Bruckner – Sämtliche Werke, Band XXII/2: Kantaten und Chorwerke II (1862-1893), Musikwissenschaftlicher Verlag der Internationalen Bruckner-Gesellschaft, Franz Burkhart, Rudolf H. Führer et Leopold Nowak (Éditeurs), Vienne, 1987
- Jean Proffitt, livret du CD de R. Shewan, Choral Works of Anton Bruckner, 1991 (Aussi sur IMSLP : Neue Gesamtausgabe, XXII/2. Kantaten und Chorwerke Teil 2: Nr. 6-8)
- Uwe Harten, Anton Bruckner. Ein Handbuch. Residenz Verlag, Salzbourg, 1996.  (ISBN 3-7017-1030-9).
- John Williamson, The Cambridge companion to Bruckner, Cambridge University Press, 2004.  (ISBN 0-521-00878-6)
- Keith William Kinder, The wind and wind-chorus music of Anton Bruckner, Greenwood Press, Westport, CT, 2000.  (ISBN 0-313-30834-9)
- Cornelis van Zwol, Anton Bruckner - Leven en Werken, Thot, Bussum (Pays-Bas), 2012.  (ISBN 90-686-8590-2)
- Crawford Howie, Anton Bruckner - A documentary biography, édition révisée en ligne